# Columna renal
La columna renal o columna de Bertin és cadascuna de les prolongacions del còrtex renal que ocupen els espais compresos entre cadascuna de les piràmides renals. Envolten completament la superfície externa de les piràmides, llevat de la papil·la.
Aproximadament en la part més interna de les columnes és on es divideix les artèries interlobars en les artèries arcuades que pugen per la columna. Inversament hi baixen les venes arcuades per formar les venes interlobars.